# Premio Bergamo (Malerei)
Der Premio Bergamo wurde 1939 vom faschistischen Bildungsminister Giuseppe Bottai ins Leben gerufen, im Gegensatz zum Premio Cremona, der von Roberto Farinacci angestrebt wurde.
Bottai, unterstützt vom Generaldirektor Mario Lazzari und mit Zustimmung der lokalen Verantwortlichen (Giovanni Pieragostini, Fausto Brunelli, Giulio Massironi, Bindo Missiroli), organisierte zwischen 1939 und 1942 vier Wettbewerbe. Der fünfte Wettbewerb, der für 1943 geplant war, wurde wegen des Krieges abgesagt.

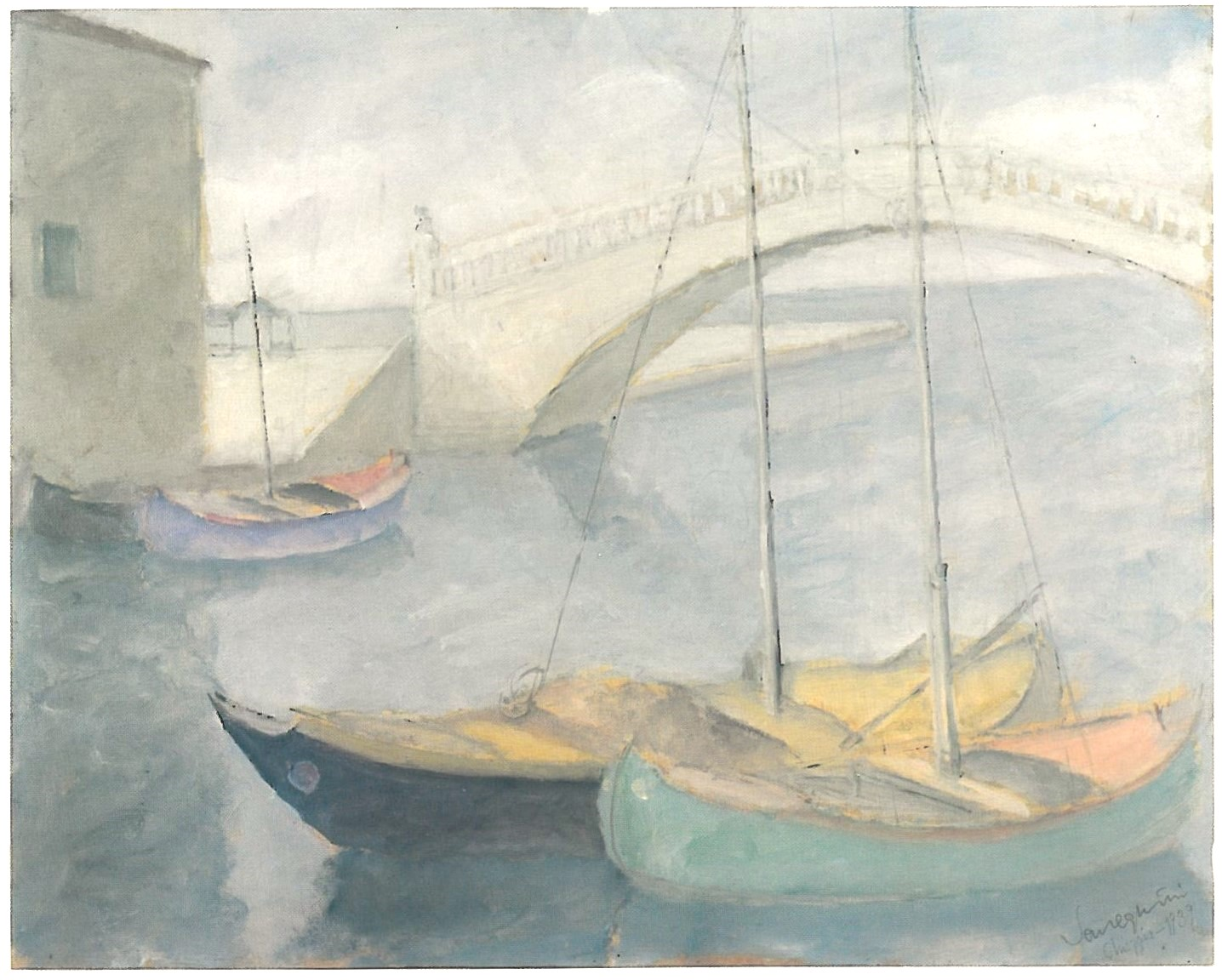
Pio Semeghini
Brücke von Chioggia, 1939
Sammlung Luigi Sancassani, Verona

Die Gewinner der vier Wettbewerbe waren:
- 1939 Pio Semeghini mit dem Werk „Il Ponte di Chioggia“, 1939 – Verona, Sammlung Sancassani
- 1940 Mario Mafai mit dem Werk „Modelli nello studio“, 1940, Mailand, Pinacoteca di Brera.[1]
- 1941 Mario Marcucci für ein „Selbstporträt“[2]
- 1941 Bruno Cassinari mit dem Werk „Il ritratto di Rosetta“, 1941, Privatsammlung[3]
- 1942 Francesco Menzio, mit dem Werk „La famiglia in campagna di Francesco Menzio“, 1942, Bergamo, GAMeC – Galleria d'Arte Moderna e Contemporanea[4]

So heißt es im Katalog zur Ausstellung Anni Trenta. Arti in Italia oltre il fascismo: „An der Wende zum Jahr 1940 manifestierte sich die künstlerische Dialektik in Italien gerade in der Rivalität zwischen den Preisen von Cremona (1939–1941) und Bergamo (1939–1942). Die erste, inspiriert durch den Cremoneser Föderalisten Farinacci, stand ganz im Zeichen der Hitler-Ausstellungen: ‚Eine Rede des Duce im Radio anhören‘ und ‚Geisteszustände, die der Faschismus hervorruft‘ waren die Themen der ersten Ausgabe. Die zweite, die vom nationalen Bildungsminister Bottai gefördert wurde, konzentriert sich mehr auf die Qualität der Malerei, wie die Themen der ersten Ausgaben verdeutlichen: ‚Landschaft‘ und ‚Eine oder mehrere menschliche Figuren in einer einzigen Komposition‘. Gerade der Preis von Bergamo – wo 1941 der Skandal um die Kreuzigung von Guttuso bekannt wurde, die wegen ihrer Ikonographie und ihres Picasso-Stils als ‚blasphemisch‘ galt – diente als Ausbildungsstätte für viele junge Maler, die offen waren für Anregungen von jenseits der Alpen und die zur künstlerischen Erneuerung des befreiten Italien beitragen sollten“.
1942 gewann Renato Guttuso mit seiner Kreuzigung (1941) den zweiten Preis, trotz der Zensur des Regimes (das Werk wurde als gotteslästerlich bezeichnet). Die Kurie gab sogar folgendes Kommuniqué heraus: „Auf Befehl Seiner Exzellenz des Bischofs wird allen Geistlichen der Diözese und allen, die durch unsere Stadt reisen, mitgeteilt, dass der Zutritt zur Ausstellung des Preises von Bergamo bei Strafe der Suspension a divinis ipso facto incurrenda verboten ist.“
Über 333 Künstler haben an den vier Veranstaltungen teilgenommen. Unter ihnen waren:
- Cesare Breveglieri
- Domenico Cantatore
- Giuseppe Capogrossi
- Bruno Cassinari
- Mario Cortiello
- Cristoforo De Amicis
- Sergio Nicolò de Bellis
- Filippo de Pisis
- Renato Guttuso
- Umberto Lilloni
- Raffaello Locatelli
- Trento Longaretti
- Mario Mafai
- Cesare Maggi
- Carlo Martini
- Francesco Menzio
- Dante Montanari
- Luigi Montanarini
- Maddalena (Nene) Nodari
- Emilio Notte
- Matteo Pedrali
- Armando Pizzinato
- Ottone Rosai
- Angelo Savelli
- Pio Semeghini
- Alfredo Signori